# Evangelische Kirche (Blickershausen)

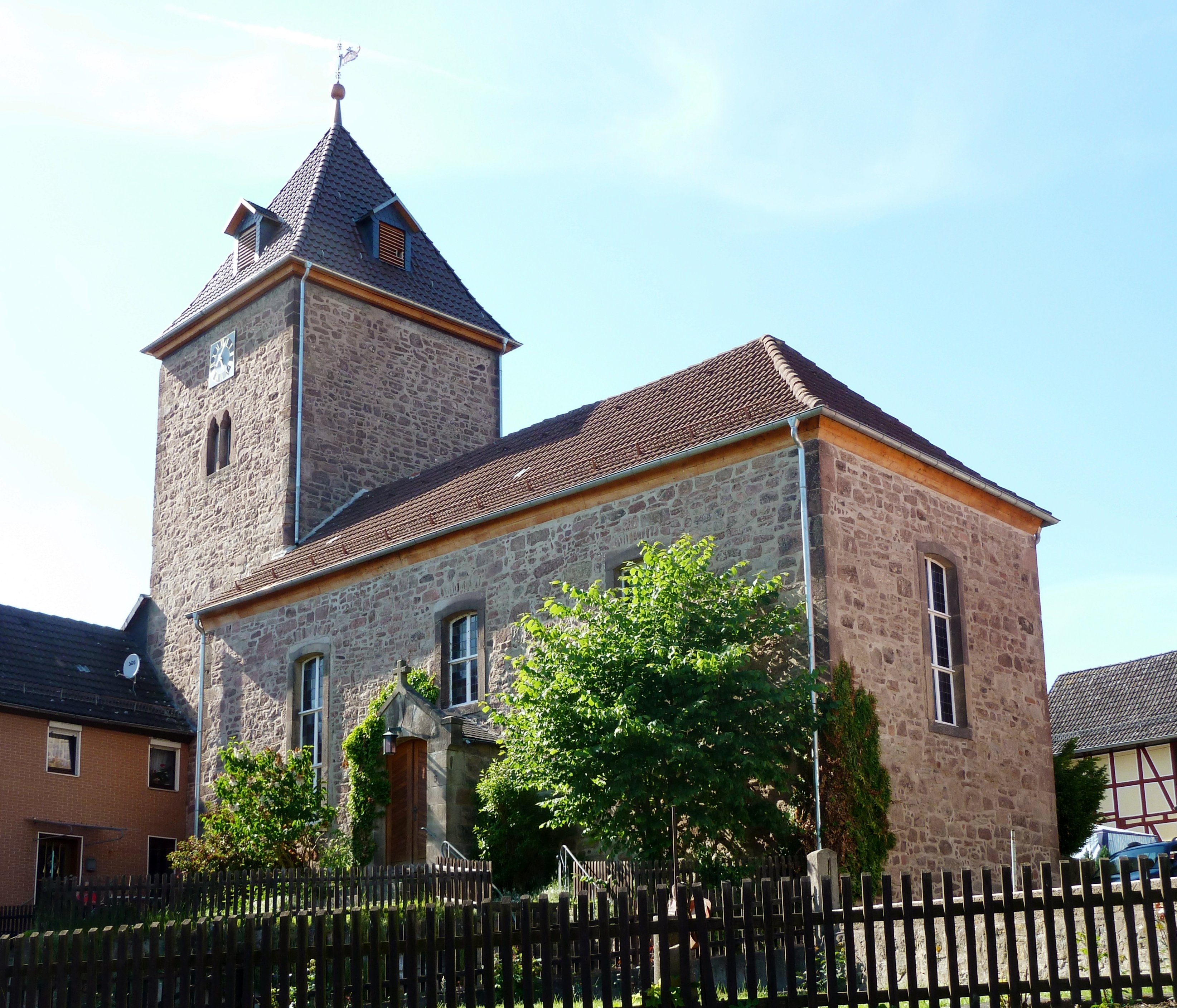
Evangelische Kirche Blickershausen

Die evangelische Kirche ist ein denkmalgeschütztes Kirchengebäude in Blickershausen, einem Stadtteil von Witzenhausen im Werra-Meißner-Kreis (Hessen). Die Kirchengemeinde bildet zusammen mit den Kirchengemeinden Ermschwerd und Hubenrode ein Kirchspiel, das zum Kirchenkreis Werra-Meißner im Sprengel Kassel der Evangelischen Kirche von Kurhessen-Waldeck gehört.
Der gotische Westturm ist durch zweiteilige Schallöffnungen mit kleeblattförmigen Bogen gegliedert. Das Schiff, ein schlichter Saalbau mit einfacher Ausstattung, wurde 1779 errichtet.